# Ekermanska malmgården

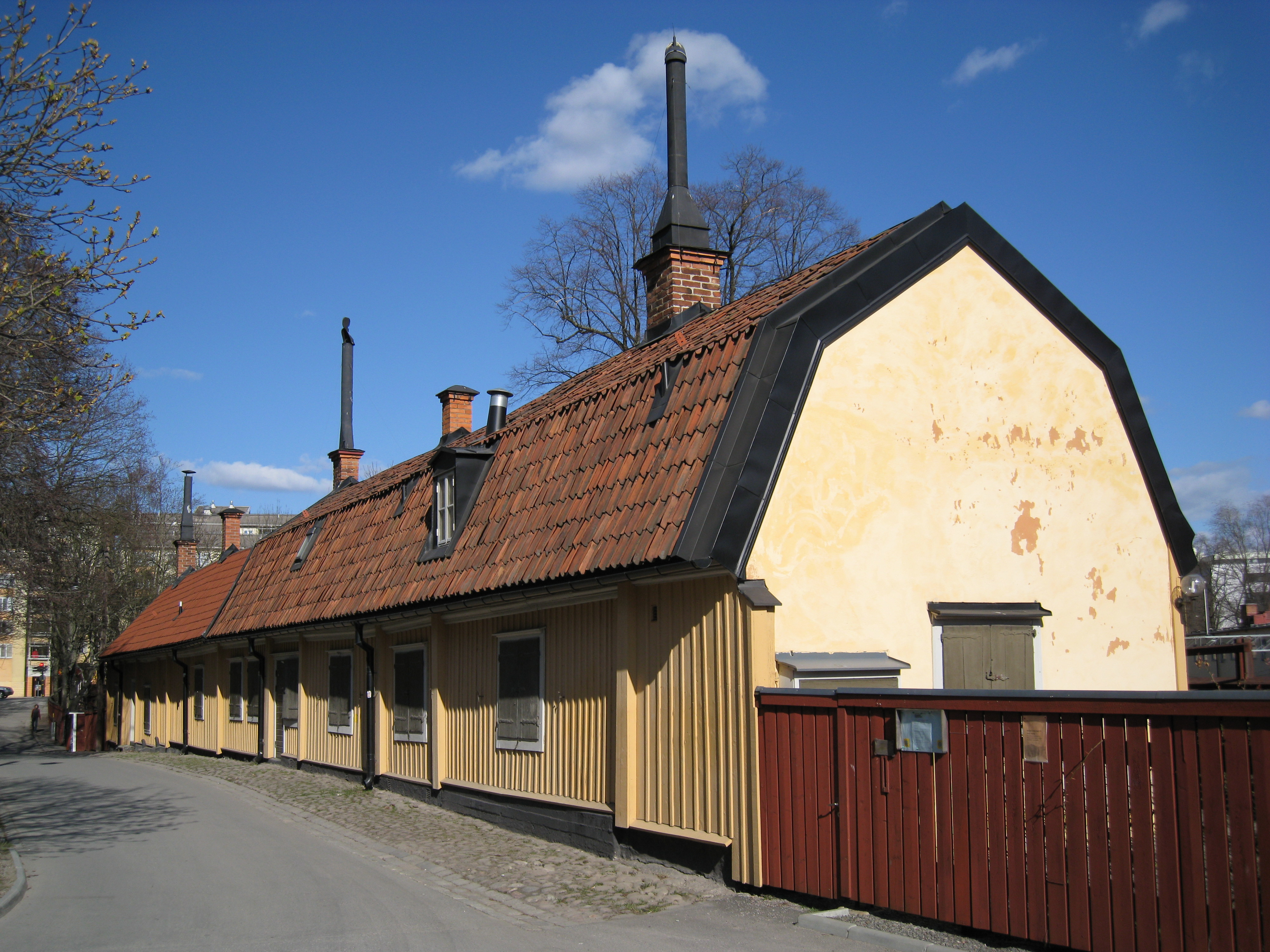
Ekermanska malmgården, uppförd för Carl Fredrik Ekerman (1743–1792), fasad mot Ekermans gränd

Ekermanska malmgården är en egendom belägen på Södermalm i Stockholm. Malmgården ligger i kvarteret Ekermanska gården mellan Ringvägen, Ekermans gränd och Södra stambanan. Idag är malmgården hembygdsgård för Högalids hembygdsförening. Byggnaden är blåklassad av Stadsmuseet i Stockholm, vilket innebär att bebyggelsen har "synnerligen höga kulturhistoriska värden" motsvarande fordringarna för byggnadsminnen.

## Historik

### Tullinspektör Hagman i "Gröna gården"
Tomten, där Ekermanska malmgården ligger idag, beboddes enligt mantalslängderna år 1711 av en trädgårdsmästare, en vädertågare och en sillpackare. På 1720-talet flyttade en dragon dit och några år senare tullinspektören Jakob Hagman, som arbetade vid stadstullen vid Skanstull. På 1730-talet kallades huset för ”Gröna gården”. I mitten av 1700-talet började man med tobaksodlingar på området. Efter Jakob Hagman köpte justitieborgmästare Carl Fredrik Ekerman (1743–1792) två stugor i området på auktion i juni 1770.

### Carl Fredrik Ekerman ärver mark

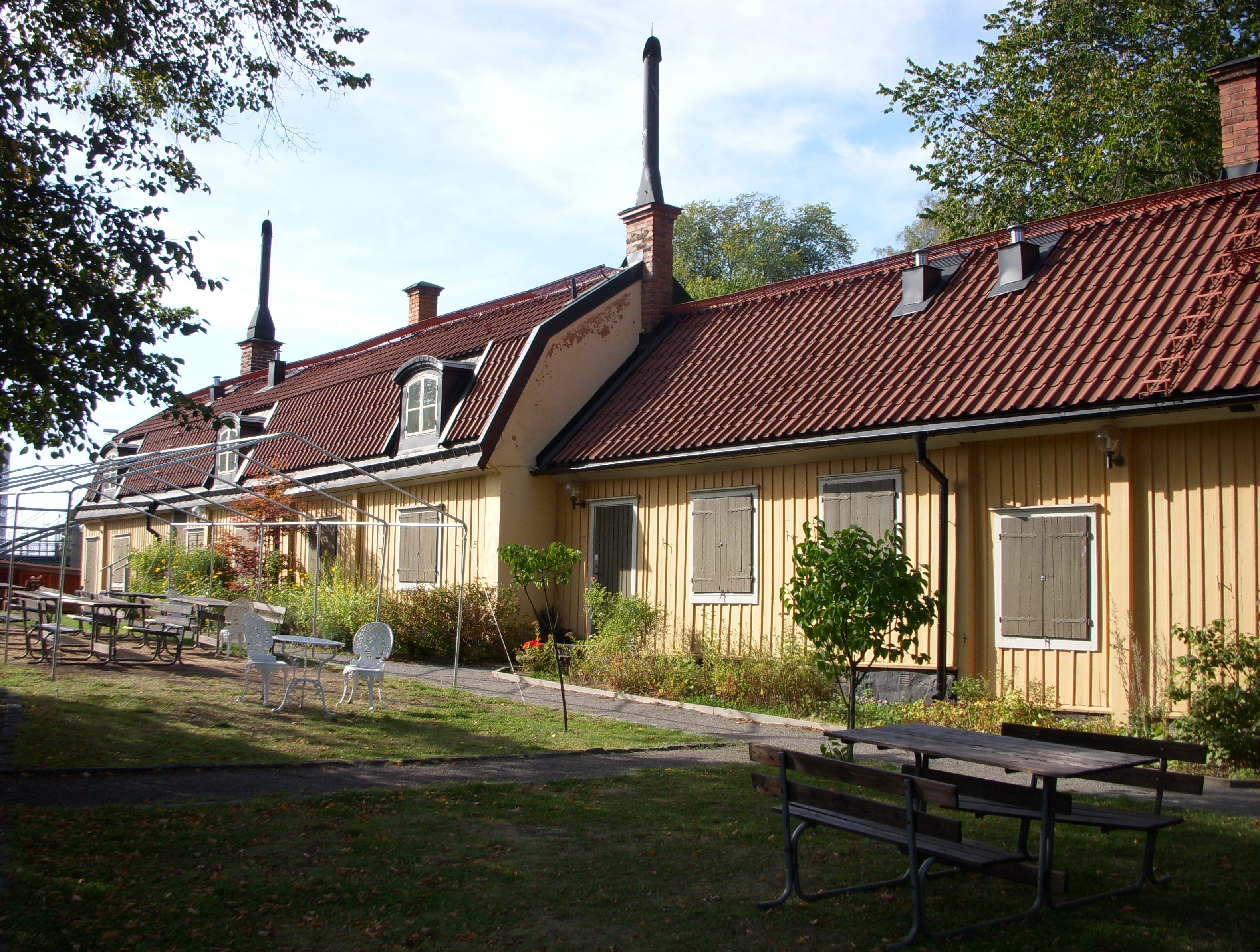
Fasad mot gården

Carl Fredrik Ekerman hade dessutom ärvt en hel del mark på Södermalm. Hans far magistratssekreteraren Samuel Ekerman (1701-1754) var i sitt andra äktenskap gift med Rebecka Charlotta Falck (1711–1758), dotter till Johan Falck. Den välbärgade handelsmannen och bryggeriåldermannen Johan Falck efterlämnade vid sin död 23 juli 1742 en betydande förmögenhet (357.132 daler kopparmynt, i 2009 års penningvärde motsvarar detta 16,4 miljoner kronor). Arvet omfattade femton fastigheter i Stockholm, bland annat invid sjön Fatburen. Samuel Ekerman själv innehade förutom sin kommunala tjänst en klädesfabrik och hade mycket god ekonomi. Samuel ärvde sjättedelen av svärfadern Johan Falcks ”gårdar, ägor och lador på Fatbursholmen och vid Dantogatan”. Dessa gick vid den tiden under namnet ”Falkens ägor”. 
Samuel Ekerman avled 30 januari 1754, då Carl Fredrik var 11 år, och hans mor Rebecka Charlotta dog 1758, då sonen var 15 år gammal. Carl Fredrik ärvde fastigheterna invid Fatburssjön och så småningom, genom både arv och köp, utvidgade han sina innehav på Södermalm med syfte att ånyo försöka samla Johan Falcks ägor, som hade splittrats vid arvskiftet 1742. År 1770 finns noterat att Carl Fredrik innehade två tomtområden i trakten, Tanto 51 och Tanto 52, i dåvarande kvarteret Krukomakaren.

### Den unge tjänstemannen vill friköpa

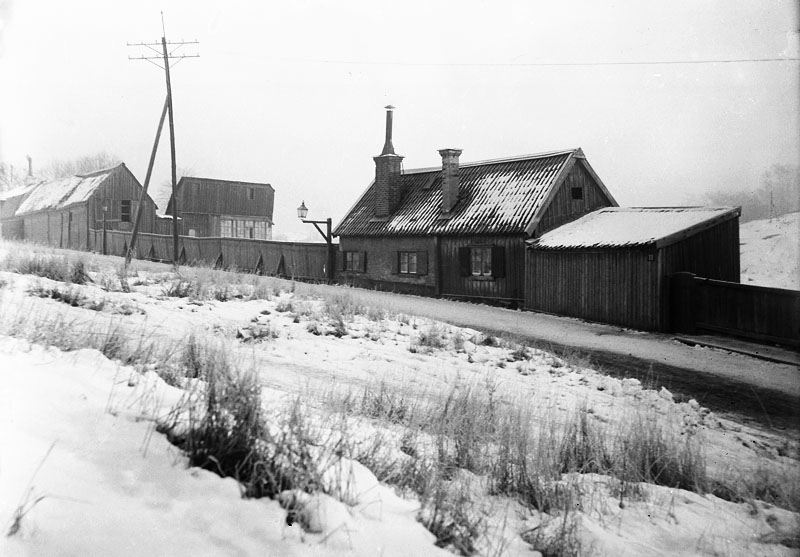
Ekermans gränd vid sekelskiftet 1900.

Den nu 27 år gamle Carl Fredrik arbetade på magistraten som tjänsteman. Han hade planer för sin egendom vid Tanto och ville friköpa ägorna. Han skrev år 1770 till sina chefer på magistraten att han redan ”begynt att göra någon uppodling och förbättring” på sina ägor och hade för avsikt att fortsätta ”så väl medelst byggnad som annor påkostnad”. Man kan ana hur det såg ut i denna del av Söder år 1770 när han i sin memorial till magistraten fortsätter texten och vädjar till sina förmän: ”Och som jag ingalunda tvivlar, att ju Högvälborne Greven och Överståthållaren samt den Högädle Magistraten med nöje anser, det tomterne i staden, ehuru avlägsne de ock måge vara, hellre förvandlas till fruktbärande plantager, indelte i avsättningar, samt vackre trägårdar, försedde med byggnad, än förbliva ohöfsade stenrösen och obrutne stenbackar bebyggde med några snart förmultnade trästuvor, hellre omgivne med stengårdar, häckar eller plank efter varje ställes belägenhet än görselstör och staket”. Friköpen beviljades med motiveringen att områdena var ”avlägsne, bergaktige och sterile”.
Första gången "Ekermanska malmgården" omtalas är 1780. Ekermans ansträngningar att återskapa Johan Falcks ägor och bygga malmgård finansierades genom stora lån från grosshandlare Georg Fredrik Diedrichsson (1730–1807) på malmgården Kristinehov. Vid Ekermans död 1792 var egendomen vid Tanto visserligen ytterligare utvidgad men Ekermans ekonomi var i mycket dåligt skick på grund av de stora skulderna i dödsboet. Själva malmgården kunde dock räddas inom släkten. Gården togs så småningom över av sonen, rådman Adolf Ludvig Ekerman (1786–1829).

### En utförlig värdering år 1813

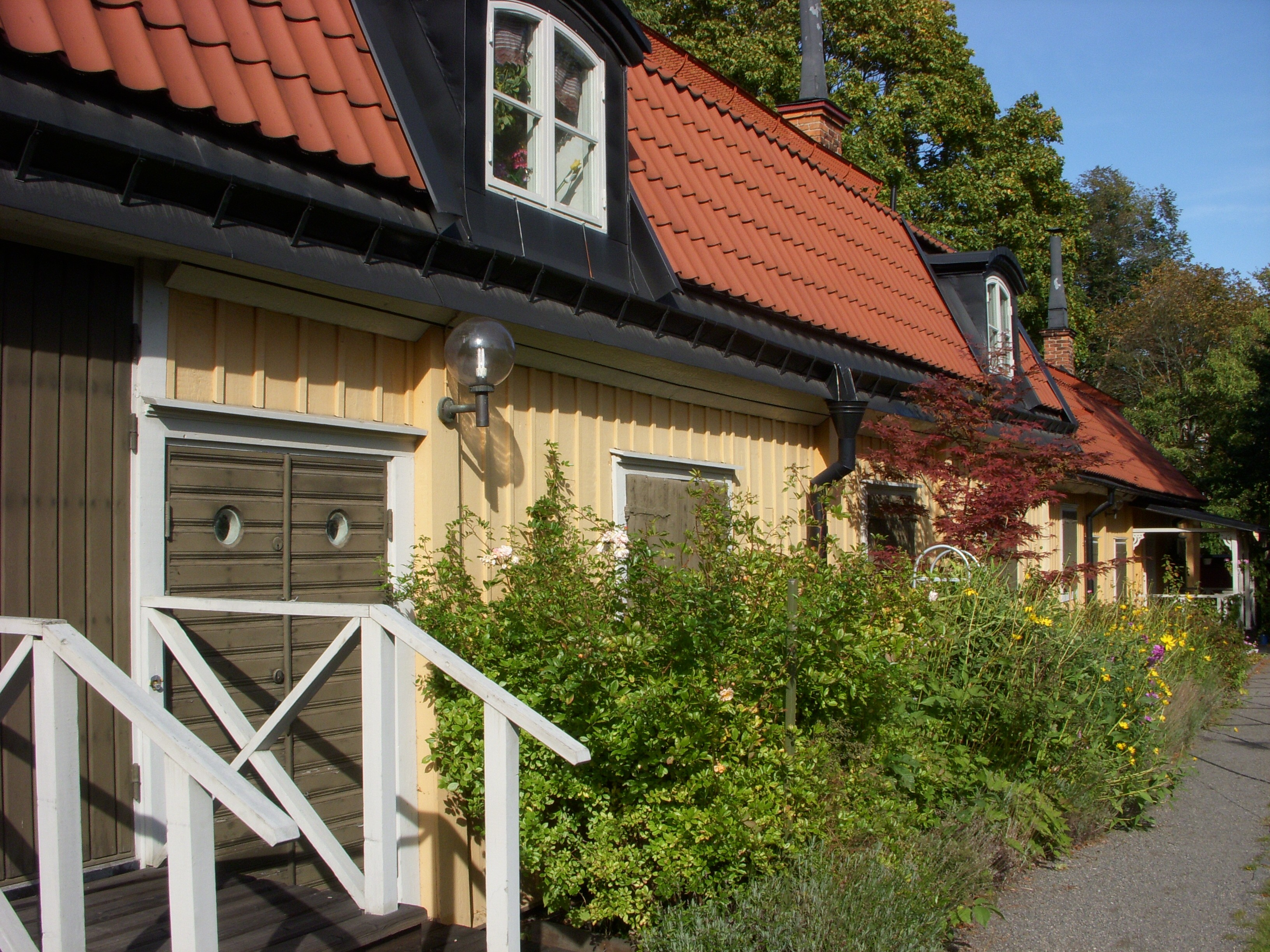
Fasad mot gården

Från Adolf Ludvigs ägotid finns en utförlig beskrivning av malmgården i en värdering utförd 1813. Från Tantogatan ledde dubbla portar in till gården. Mangårdsbyggnaden bestod av två sammanbyggda hus och hade stenfot, brädpanel och tegeltak och i nedre våningen fanns åtta rum och kök, i övre fyra rum. Den stora trädgården hade 100 fruktträd och 200 bärbuskar. Det fanns också tobaksodlingar och en tobakslada. Stall med plats för tio hästar, ett fårhus, ett fähus för sex kor, två svinstior samt ett drivhus fanns också. Längre österut, i kvarteret Lehusen (vid nuvarande Södermalmsallén och Timmermansparken), fanns omfattande tobaksplanteringar och flera tobakslador. Av egendomens 47 tunnland utgjordes 27 tunnland av tobaksodlingar.

### Gården går ur släkten 1856
Gården togs så småningom över av sonen, rådman Adolf Ludvig Ekerman (1786-1829). Efter Adolf Ludvig, som avled barnlös 1829, övergick malmgården till hans bror, grosshandlare Carl Johan Ekerman (1778-1845). År 1856 gick gården ur den ekermanska släkten. Den köptes den 28 april 1856 av kapten Bengt Gartz. Denne gjorde om gården till en krog under namnet ”Lätta livet”.

### Den äldsta delen möjligen från 1600-talet
Senare forskningar har visat att gården inte består av två hus som var sammanbyggda. Det har visat sig att malmgården består av fyra, möjligen fem, små hus som byggts ihop. Huset längst mot väster, som inrymmer köket, är det äldsta. Kanske är det så gammalt som från slutet av 1600-talet. Många sommargäster bodde aldrig i sina malmgårdar. De nöjde sig med att spatsera och konversera i sina vackra trädgårdar. Det är möjligt att den tämligen enkla och inte särskilt ståndsmässiga gården var bostäder åt Ekermans trädgårdsmästare, djurskötare och tobaksdrängar. Att Carl Fredrik Ekerman som en av landets högst uppsatta och mest kända tjänstemän – justitieborgmästare, medlem av kyrkorådet i Maria församling, fadder till kronprinsen (den blivande Gustav IV Adolf) och talman vid borgarståndets riksdagar 1778, 1779 och 1786 – skulle ha bott här är mindre sannolikt. Däremot bodde troligen änkan Katarina Maria (1752–1801) här efter makens död 1792, tillsammans med barnen.

### En krog som säljs till Stockholms stad

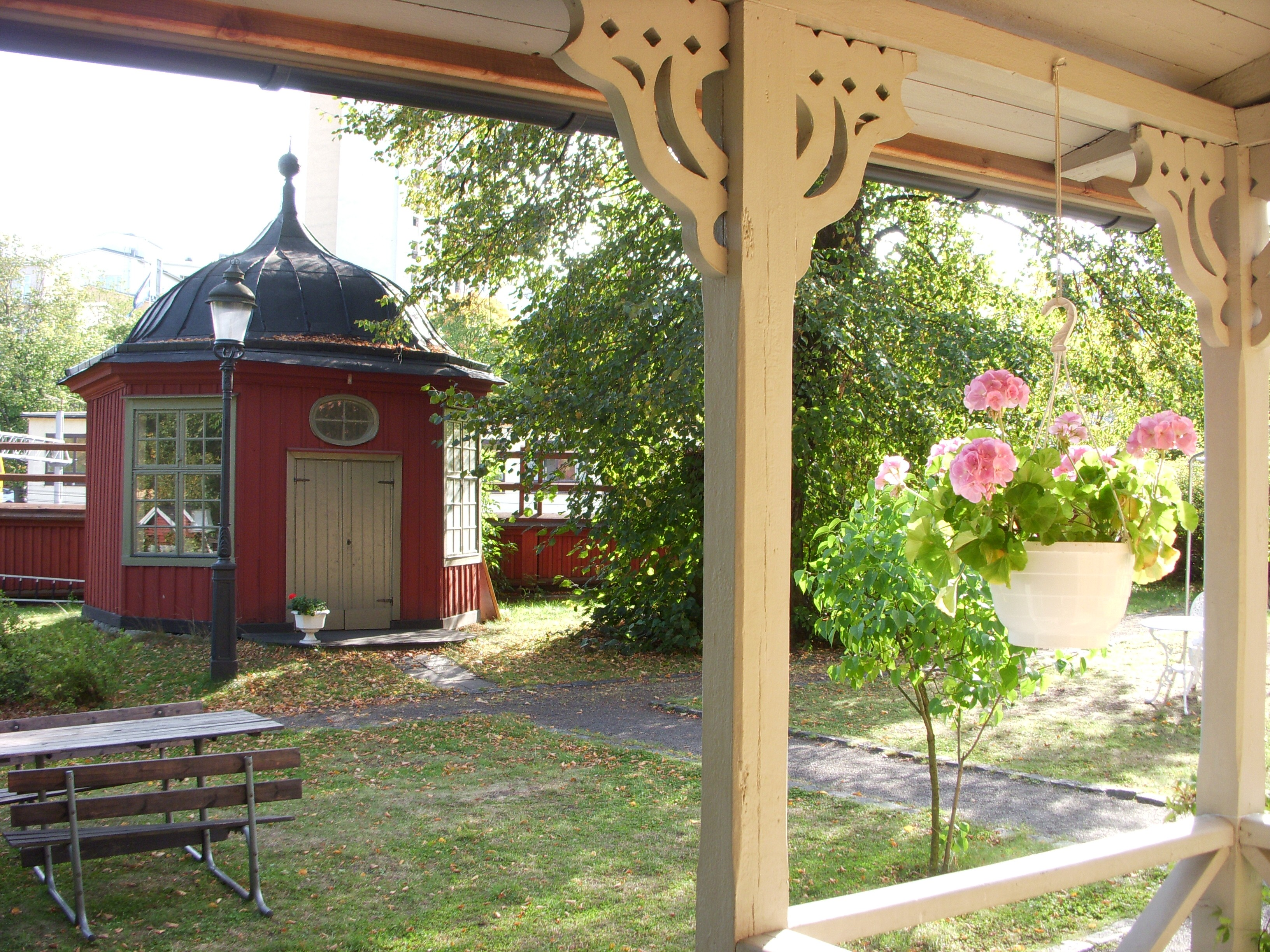
Gårdens lusthus

Adolf Ludvig Ekerman, avled barnlös 1829. Hans bror, grosshandlare Carl Johan Ekerman (1778–1845), riksdagsledamot och ledamot av Statsutskottet, köpte gården av föregåendes sterbhus 1836. 1845 avled Carl Johan Ekerman, även han barnlös. Gården köptes av systersonen och fostersonen, kapten Bengt Gartz (1803–1871). Han var son till Anna Charlotta Ekerman (1774–1813) och hennes man, Johan Gartz (1764–1813). Bengt Gartz  köpte 1855 även Tanto 7 till de tidigare ägda fastigheterna Tanto 5 & 6,. Han gjorde sedan om gården till en krog under namnet ”Lätta livet”.
Carl Fredrik Ekerman var också Stockholmsforskare och samlare. På vinden till malmgården fann man 1908 en del av hans efterlämnade papper om Stockholms historia. Stockholms stad fick betala 900 kronor till säljaren, en f d handlare vid namn Högberg, som för övrigt bodde på gården. Där hade han drivit en livsmedelsaffär, som dock stängdes då Tanto sockerbruk år 1900 startade sin kooperativa butik.
1 januari 1897 säljer fröknarna Hilda och Ebba Gartz malmgården till Stockholms stad för 195.000 kronor (vilket motsvarar 11,6 miljoner kronor i 2009 års penningvärde).  Staden upplät malmgården till fattiga familjer. Fem personer kunde dela på ett rum. Inget vatten var indraget, familjerna fick dela på en vattenkran utomhus. 1917–1925 fanns en livsmedelsaffär och en tobaksbutik i huset. Först på 1950-talet drogs vatten in i huset (och hyran höjdes). 

### Järnvägen tillkommer och huset förfaller
Östra Årstabron byggdes 1924–1929 alldeles invid malmgården och detta förändrade givetvis miljön invid gården dramatiskt. Under denna tid bedrevs också en servering i huset
Huset förföll allt mer under 1900-talet. Det användes för bostadsändamål fram till 1975, då man till slut bedömde det vara otjänligt. 1973 bildades Högalids hembygdsförening med syftet att arbeta för Ekermanska malmgårdens bevarande. 1984 började Stockholms stad en omfattande renovering och 1985 återinvigdes Ekermanska malmgården som hembygdsgård för Högalids hembygdsförening.
I och med att Västra Årstabron uppfördes 2000–2005 togs ett stort stycke av tomten vid Ekermanska malmgården i anspråk av järnvägen, som nu går alldeles intill gården på dess södra sida.